# Saint-Christophe-et-Niévès aux Jeux olympiques d'été de 2020
Saint-Christophe-et-Niévès participe aux Jeux olympiques de 2020 à Tokyo au Japon. Il s'agit de leur 11e participation à des Jeux d'été.

## Athlétisme
Comme en 2016, le sprinteur Jason Rogers décroche sa qualification en réalisant une performance lors de la finale du meeting TRUFit Athletics Sprint Classic de Miami en avril 2021 avec une deuxième place en 10.01 s, sous les 10.05 de temps minimum qualificatif.
De plus, Saint-Christophe-et-Niévès bénéficie d'une place attribuée au nom de l'universalité des Jeux. Amya Clarke disputera le 100 mètres féminin.
| Athlète      | Épreuve        | 1er tour | 1er tour | Demi-finale | Demi-finale | Finale   | Finale   |
| Athlète      | Épreuve        | Temps    | Rang     | Temps       | Rang        | Temps    | Rang     |
| ------------ | -------------- | -------- | -------- | ----------- | ----------- | -------- | -------- |
| Jason Rogers | 100 m masculin | 10 s 21  | 3e       | 10 s 12     | 6e          | Éliminé  | Éliminé  |
| Amya Clarke  | 100 m féminin  | 11 s 71  | 7e       | Éliminée    | Éliminée    | Éliminée | Éliminée |